# Gorges du Guiers vif
Ne doit pas être confondu avec Gorges du Guiers mort ou Gorges de l'Échaillon.
Les gorges du Guiers vif ou gorges du Frou constituent un canyon, situé en Isère et en Savoie entre les communes de Corbel et de Saint-Christophe-sur-Guiers et sont traversées par le Guiers Vif.

## Situation
Ces gorges sont situées aux limites des départements de l'Isère et de la Savoie, marqués par le cours du Guiers Vif, dans le massif de la Chartreuse, non loin des communes Des Échelles et de Saint-Laurent-du-Pont, à mi chemin entre Voiron et Chambéry, en amont des gorges de l'Échaillon.
En 1994, une nouvelle route relie directement Saint-Pierre-d'Entremont en Savoie à  Corbel. Elle passe par les gorges du Guiers vif. L'utilisation de la route, prioritaire aux riverains du fait de son étroitesse et de ses pentes raides, est déconseillée en plein hiver.

## Description
La route D520C passe sur le versant Isère des gorges et emprunte plusieurs tunnels dont le tunnel du Grand Rocher. On appelle ce passage le Pas du Frou (signifiant « passage affreux ») ou encore Petit Frou. Auparavant, la route passait sur un pont, accroché à la falaise, dont on peut voir les vestiges depuis le bas des gorges.

## Protection
C'est un site inscrit en Isère depuis le 16 décembre 1943.